# 地方創生に関する特別委員会
地方創生に関する特別委員会（ちほうそうせいにかんするとくべついいんかい）は、日本の衆議院に設置されていた特別委員会。国会法第45条の規定に基づき第187回国会から第210回国会まで設置されていた。

## 概要
地方創生に関する特別委員会は、衆議院に置かれていた特別委員会である。地域活性化を目指す「まち・ひと・しごと創生法案」などを審議する委員会である。地方創生に関する総合的な対策を目的として、第187回国会から設置された。
委員の選任は、すべて議長の指名によって行われる（衆議院規則37条・参議院規則30条1項）。実際には、各議院運営委員会において、各会派の議席数に応じて各委員会の委員の員数も配分され、個別の人事は配分された員数の範囲内で各会派によって行われる。
委員長は、委員の互選（国会法45条）で選任されると定められているが、投票によらないで動議によって選出されることがほとんどである。委員長の選挙は年長者が主催することになっている（衆議院規則101条・参議院規則80条）。事前に各会派間で協議された特別委員長各会派割当てと会派申出の候補者に基づいておこなわれる。なお、委員長に事故があった場合は理事が職務を行うことになっている（衆議院規則38条2項・参議院規則31条3項）。
理事の選任は委員の互選（衆議院規則38条1項・参議院規則31条）となっているが、委員会設置以来すべて委員長の指名により行われている。理事の員数および各会派割当ては議院運営委員会で決定した基準により、選挙など会派の構成が大きく変わった際に見直される。
2023年1月23日召集の第211回国会に関し、地域活性化・こども政策・デジタル社会形成に関する特別委員会に改組した。

### 組織
衆議院地方創生に関する特別委員会の員数は40人である（衆議院規則100条）。委員長1名、理事8名が選出または指名される。
衆議院地方創生に関する特別委員会の組織
2020年（令和2年）11月19日現在
- 地方創生に関する特別委員長
  - 伊東良孝（自由民主党・無所属の会）

- 理事
  - 今枝宗一郎、今村雅弘、金子万寿夫、田中英之、谷川弥一（自由民主党・無所属の会）
  - 白石洋一、長谷川嘉一（立憲民主党・社民・無所属）
  - 桝屋敬悟（公明党）

- 委員
  - 青山周平、石田真敏、上野宏史、小倉將信、加藤鮎子、加藤寛治、小寺裕雄、後藤茂之、高村正大、佐藤明男、繁本護、鈴木憲和、中曽根康隆、福田達夫、牧島かれん、山口俊一、山本朋広、吉川赳（自由民主党・無所属の会）
  - 亀井亜紀子、重徳和彦、関健一郎、寺田学、松田功、松平浩一、森田俊和、吉川元（立憲民主党・社民・無所属）
  - 太田昌孝、中野洋昌（公明党）
  - 清水忠史（日本共産党）
  - 美延映夫（日本維新の会・無所属の会）
  - 西岡秀子（国民民主党・無所属クラブ）

## 所管国務大臣等
委員会が審査又は調査を行うときは、政府に対する委員の質疑は、国務大臣又は内閣官房副長官、副大臣若しくは大臣政務官に対して行う（参議院規則42条の2）。どの国務大臣等に対して出席を求めるかは、各議院の委員会において、委員長及び理事の協議で決定される。地方創生に関する特別委員会において出席を求められる主な国務大臣等は、以下の通り。
- 内閣府特命担当大臣（地方創生、少子化対策） 、まち・ひと・しごと創生担当大臣
  - 野田聖子（自由民主党）

- 以上の国務大臣の下に置かれる内閣官房副長官、副大臣、大臣政務官など。

## 歴代委員長
| 衆議院地方創生に関する特別委員長 | 衆議院地方創生に関する特別委員長 | 衆議院地方創生に関する特別委員長 | 衆議院地方創生に関する特別委員長 |
| -------------------------------- | -------------------------------- | -------------------------------- | -------------------------------- |
| 1                                | 鳩山邦夫                         | 2014年10月9日 - 2016年1月4日     | 自由民主党                       |
| 2                                | 山本幸三                         | 2016年1月4日 - 2016年8月3日      | 自由民主党                       |
| 3                                | 木村太郎                         | 2016年9月26日 - 2017年7月25日    | 自由民主党                       |
| 4                                | 渡辺博道                         | 2017年11月2日 - 2018年7月22日    | 自由民主党                       |
| 5                                | 松野博一                         | 2018年10月24日 - 2019年8月5日    | 自由民主党                       |
| 6                                | 山口俊一                         | 2019年10月4日 - 2020年9月18日    | 自由民主党                       |
| 7                                | 伊東良孝                         | 2020年10月27日 - 2021年          | 自由民主党                       |
| 8                                | 石田真敏                         | 2021年 - 2022年10月2日           | 自由民主党                       |
| 9                                | 橋本岳                           | 2022年10月2日 - 2023年1月23日    | 自由民主党                       |

| 参議院地方創生に関する特別委員長 | 参議院地方創生に関する特別委員長 | 参議院地方創生に関する特別委員長 | 参議院地方創生に関する特別委員長 |
| -------------------------------- | -------------------------------- | -------------------------------- | -------------------------------- |
| 1                                | 関口昌一                         | 2014年11月10日 - 2014年11月19日  | 自由民主党                       |